# Kornati (Murter-Kornati)
Kornati lakott hely Horvátországban Šibenik-Knin megyében. Közigazgatásilag Murter-Kornati községhez tartozik.

## Fekvése
Šibenik központjától légvonalban 48 km-re északnyugatra, községközpontjától 23 km-re nyugatra Dalmácia középső részén, a Kornati-szigetek legnagyobb tagján, a Kornat-sziget középső részén néhány délnyugati fekvésű kis öbölben fekszik. Közigazgatásilag hozzá tartozik a Kornati Nemzeti Park, amely a Kornati-szigetek délnyugati részén fekszik. Területe mintegy 220 km2 és 89 szigetet, szigetecskét és zátonyt foglal magában, összesen 185 km hosszú tengerparttal.
Hosszúsága 35 km, szélessége 13 km. A legnagyobb sziget Kornat, további jelentősebb szigetei Žut, Gadra, Kurba Vela, Levrnaka, Sit és Lavsa. Kornati az 1980-as évek eleje óta természetvédelmi terület. Kornatin nincs a hagyományos értelemben vett falu, csupán kis házcsoportok vannak néhány védett kis öbölben. Ilyen telepek Vrulje, Kravjačica, Lavsa és mások.

## Története
A szigetek területe mér az őskor óta lakott, a legrégibb régészeti lelet egy újkőkori kőszekerce a Žejkovci-mezőn került elő. Ugyanezen a helyen a Žejkovci-Tarac-Trtuša övezetben található a legtöbb liburn kőhalom és halomsír. A liburnok az illírek egyik törzse volt, akik híres tengerészek voltak és már ebben az időben lakták a szigeteket. A római gyarmatosításnak is számos nyoma található. Halásztelepülések a Svršata-szigeten és a Statival-öbölben, kikötők: Tremuli és Sedlasti bok, sótelepek: Piškera, Lavsa és Šipnate, római villák: Žut, Svršata, Šipnate, Tarac, Trtuša, Poselo, Lavsa, Njivica stb. A bizánciak a 6. században erődöt építettek a délnyugati part közelében emelkedő Tureta nevű magaslaton. Kornat elnevezése 1311-ben még „Encoronate” volt, 1354-ben „Insula Sancta Mariae” néven említik. Horvát nevén először 1515-ben „Stomorin otok” néven szerepel. A középkori gazdasági létesítmények közül a legépebben a lavsai sótelep a tengerben a sólepárló kazettákkal és a parton a sóraktárak alapfalaival maradtak meg. Ekkor még sűrű erdők borították a szigeteket, a 15. századtól azonban a török elleni háborúkhoz sok fa kellett a velenceieknek, akik ebből a faanyagból építették meg hadiflottájukat. A török veszély elmúltával a murteriek közül sokan vásároltak itt birtokot, hogy itt legeltessék nyájaikat. 1797-ben a Velencei Köztársaság megszűnésével a Habsburg Birodalom része lett. 1806-ban Napóleon csapatai foglalták el és 1813-ig francia uralom alatt állt. 1842-ben horvát és olasz nyelvű alapiskola nyílt a településen. Murteren 1866-ban, Dalmáciában az elsők között nyílt meg az első horvát olvasókör. A településnek 1880-ban 47, 1910-ben 92 lakosa volt. Az I. világháború után rövid ideig az Olasz Királyság, ezután a Szerb-Horvát-Szlovén Királyság, majd Jugoszlávia része lett. Lakossága 2011-ben 19 fő volt.

## Lakosság
| Lakosság változása | Lakosság változása | Lakosság változása | Lakosság változása | Lakosság változása | Lakosság változása | Lakosság változása | Lakosság változása | Lakosság változása | Lakosság változása | Lakosság változása | Lakosság változása | Lakosság változása | Lakosság változása | Lakosság változása | Lakosság változása |
| ------------------ | ------------------ | ------------------ | ------------------ | ------------------ | ------------------ | ------------------ | ------------------ | ------------------ | ------------------ | ------------------ | ------------------ | ------------------ | ------------------ | ------------------ | ------------------ |
| 1857               | 1869               | 1880               | 1890               | 1900               | 1910               | 1921               | 1931               | 1948               | 1953               | 1961               | 1971               | 1981               | 1991               | 2001               | 2011               |
| 0                  | 0                  | 47                 | 32                 | 16                 | 92                 | 0                  | 313                | 0                  | 0                  | 6                  | 0                  | 0                  | 3                  | 7                  | 19                 |

(1880-ban és 1890-ben Krunarski Otok, 1910-ben Kornate, 1931-ben Kornat-Sali, 1948-tól Kornati néven. 1857-ben, 1869-ben, 1921-ben, 1948-ban, 1953-ban, 1971-ben és 1981-ben lakosság nélkül.)

## Nevezetességei
- A Kornat-sziget délnyugati partja közelében emelkedő Tureta-hegyen 6. századi erőd tekintélyes romjai állnak.[6] Az erőd egyike az Adriapart legépebben megmaradt ilyen építményeinek. Tureta várát valószínűleg I. Justinianus bizánci császár építtette, hogy a Kornat közelében haladó hajóforgalmat és a környező szigeteket innen ellenőrizze. Megmaradását főként annak köszönheti, hogy közelében nincsen lakott település, így a lakosság nem hordta el a köveit a házak építéséhez.
- A szigetek szakrális épületei közül két templomot és egy romot említhetünk. A templomrom Szűz Mária tiszteletére volt szentelve és róla az egész Kornat-sziget az Insula Sanctae Mariae nevet viselte. A templom a Tarac-mezőn annak a hegynek a lábánál épült, melyet a rajta épült erődről Turetának neveznek. A szakemberek a templomot és az erődöt is 6. századinak tartják. A templom eredetileg egy háromhajós bazilika volt, melynek ma csak az apszisa látható. A főhajó apszisába a 14. században kis templomot építettek Mária látogatása tiszteletére, de a nép Taraci Miasszonyunknak nevezi.[7] Minden év július első vasárnapján a templomnál zarándoklatot tartanak.[3] A harmadik, egyben legnagyobb templom[8] Piškerán található. 1560-ban építették egy időben az itt alapított halászfaluval és a Kisboldogasszony tiszteletére szentelték fel. Szentmisét évente egyszer, július utolsó szombatján tartanak benne. A templom a zárai érsekség felügyelete alatt áll. A második világháború idején alkalmi hadikórházként működött. Rajtuk kívül a szigeteken van még néhány, az utóbbi időkben épített kápolna, melyeket Szent Rókus, Szent Antal és Szent Miklós tiszteletére szenteltek.[3]

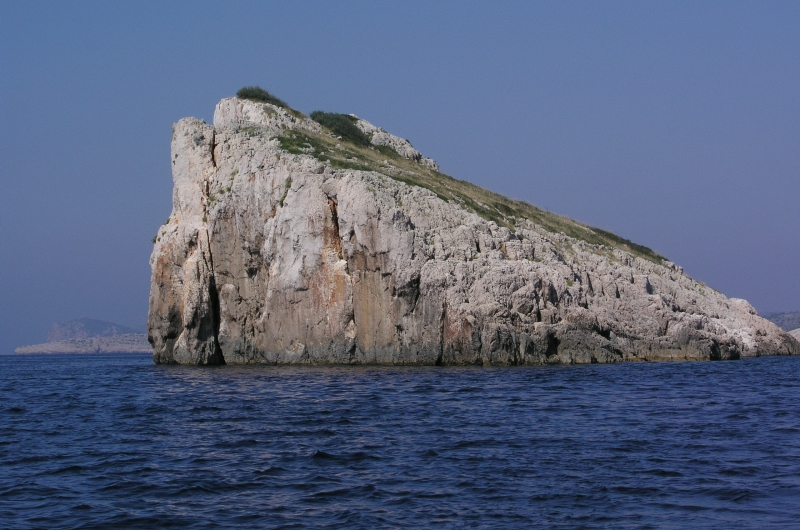
A koronák egyike a Kornati-szigeteken

- A természeti képződmények közül különösen szép látványt nyújtanak az ún. koronák (krune), melyek tektonikus hasadékok szélén elhelyezkedő meredek sziklaszirtek. A legnagyobb méretű Mana szigeténél található, 1350 méter hosszú, míg legmagasabb "korona" szikla a Klobucar-szigetnél látható, mely 82 méter magas.[9] Némelyiknek a talapzata is nagyon mély, így a Piskera-szigetnél található korona talapzata 90 méter mélységben nyúlik a tengerszint alá.[9] Ezek a helyek a búvárok kedvelt merülő helyei.
- A Kornati-szigetcsoport Bisag nevű szigetének déli partja mentén egy elsüllyedt kereskedelmi hajó maradványai találhatók a 17. századból. A hajó Kis-Ázsiából, valószínűleg Isztambulból szállított rakományt. A tengerben, mintegy 500 négyzetméteres területen és 30–55 méteres mélységben hajóágyúk, horgonyok, hajóépítmények és felszerelések láthatók. Nagy mennyiségű Ming-dinasztiából származó kínai porcelánt, egyéb keleti eredetű tárgyakat és fém edényeket is találtak.[10]